# Swanee River
Swanee River é um filme estadunidense de 1939 dirigido por Sidney Lanfield, e estrelado por Don Ameche no papel de Stephen Foster.

## Produção
De acordo com o The Hollywood Reporter, David O. Selznick estava interessado em trabalhar neste filme. Segundo registros da Twentieth Century-Fox, o chefe de produção, Darryl F. Zanuck sugeriu Nancy Kelly para o papel de Jane e Al Shean para o de Kleber. Algumas sequências foram filmadas ao longo do rio Sacramento.
Don Ameche teve que aprender a dançar e tocar violino por seu papel neste filme. Andrea Leeds foi emprestada da companhia de Sam Goldwyn para fazer Swanee River. Em 1935, Mascot Pictures produziu um filme sobre a vida de Stephen Foster, intitulado Harmony Lane, que foi dirigido por Joseph Santley e estrelou Douglass Montgomery no papel-título.
Louis Silvers foi nomeado para um Oscar de melhor trilha sonora.

## Elenco
- Don Ameche	...	Stephen Foster
- Andrea Leeds ...	Jane McDowell Foster
- Al Jolson	...	Edwin P. Christy
- Felix Bressart	...	Henry Kleber
- Chick Chandler	...	Bones
- Russell Hicks	...	Andrew McDowell